# Erodium touchyanum
Erodium touchyanum là một loài thực vật có hoa trong họ Mỏ hạc. Loài này được Delile ex Godr. mô tả khoa học đầu tiên năm 1853.